# Claudie Hunzinger
Pour les articles homonymes, voir Hunzinger.
Œuvres principales
- Les Grands Cerfs
- Un chien à ma table

Claudie Hunzinger, née le 9 avril 1940 à Turckheim, à côté de Colmar dans le Haut-Rhin, est une artiste plasticienne et écrivaine française.
L’écriture est au centre de son travail. La nature est très présente dans son parcours. Elle publie des récits et des romans, et reçoit le prix Femina en 2022 pour Un chien à ma table.

## Biographie
Née à Turckheim dans l'agglomération de Colmar (Alsace) en 1940, elle y poursuit des études classiques.
De 1960 à 1963, elle suit des études supérieures au Centre de préparation au professorat de dessin du lycée Claude-Bernard à Paris.
Elle a deux enfants, Chloé Hunzinger (d) née en 1966, auteure-réalisatrice et Robin Hunzinger, né en 1969, cinéaste documentariste.

### Les années de défricheurs et de pionniers du paysage
En 1964, Claudie rejoint celui qui deviendra son mari, Francis Hunzinger, qui, après des études à la Bergerie nationale de Rambouillet, s’est installé dans une ferme des Vosges pour élever des brebis. Ils y vivent ensemble un rêve d’enfance. Claudie, qui enseigne au lycée Bartholdi à Colmar depuis 1964, donne sa démission à l’Éducation nationale en 1972. Ils mènent alors une vie de pionniers en montagne, près de tout. Laines, couleurs, tapisseries, expositions. Leur ânesse s’appelle Utopie.
En 1973 Claudie Hunzinger publie un récit, Bambois, la vie verte, aux Éditions Stock dans la collection « Stock 2 », réédité en 1979 par André Bay, aux éditions Stock dans la collection « La vie de nature », puis en 2023 aux éditions Cambourakis dans la collection « Radeau »,.

### Les années desBibliothèques en cendre
Au début des années 1980, en collaboration avec Francis Hunzinger, elle s’oriente vers un itinéraire d’artiste plasticienne. Elle explore le concept du livre et de la violence faite au livre.
En 1983, elle participe, avec le photographe Pierre Berdoy, à l’exposition « Images et création » dans laquelle elle présente des rouleaux d’écritures calcinés face à de grands tirages en noir et blanc.
En 1985, elle commence la série des Bibliothèques en cendre, qu’elle expose à l’Hôtel Salomon de Rothschild de Paris, à la Biennale de Lausanne, au musée Bellerive à Zurich et au Barbican Centre à Londres. Ces livres et bibliothèques « entretiennent la fiction de livres anciens qu’un feu aurait partiellement détruits. […] Pourtant ils illustrent en même temps que la violence faite aux livres, le souci de leur conservation, puisqu’ils témoignent autant de la destruction par le feu que du respect des fragments épargnés », écrit Anne Moeglin-Delcroix. Claudie Hunzinger participe, la même année, à l’exposition Livres d’artistes à la BPI du Centre Pompidou à Paris.
François Mathey, venu visiter son atelier, l’invite à plusieurs expositions au Musée des arts décoratifs de Paris.
En 1989, Claudie Hunzinger publie Les enfants Grimm chez Bernard Barrault.

### Les années de déchiffreuse des écritures de la nature
Avec les années 2000, naît la série des « pages d’herbes » aux écritures géantes. Ces pages sont une exploration d'une linguistique de la nature. Plusieurs « pages d'herbes » sont acquises et présentées par le FRAC/Alsace en 2002 et 2003, notamment lors de l’exposition « Spinoza/spinosa »,, et dans le cadre des expositions « V'herbe-écrire », « V’herbe cueillir » et « La langue des herbes » organisées dans plusieurs galeries et musées en 2003-2004. Ces expositions donneront lieu à la coédition par l’artiste, le FRAC/Alsace et trois musées du catalogue d’artiste V’herbe avec des photographies de Françoise Saur. En 2006, avec une installation de quatre pages d’herbes monumentales, Claudie Hunzinger fait entrer l’écriture des herbes dans une bibliothèque.

### La romancière
On pourrait distinguer dans ses livres deux courants distincts : le diptyque qui parle des amours de sa mère Emma, dont l’histoire personnelle rejoint la grande Histoire : Elles vivaient d’espoir et L'incandescente. Et ceux qui parlent de la traversée en solitaire d’une existence dans la nature : Bambois, La Survivance, La Langue des oiseaux, L'Affût, Les Grands Cerfs. Elle reçoit pour ses écrits le prix Décembre en 2019 pour Les Grands Cerfs puis le prix Femina en 2022 pour Un chien à ma table,.

## Œuvres littéraires
- Bambois, la vie verte, Stock 2, coll. « Vivre », 1973, 194 p. ; Bambois, la vie verte, J’ai lu, 1975 ; Bambois, la vie verte, Stock, coll. « La vie de nature », 1979 ; Bambois, la vie verte, Cambourakis, coll. « Radeau », 2023, 219 p. (ISBN 978-2-36624-756-5)[25]
- De toutes les couleurs, Stock, 1976
- Petit paysage avec la tempête, Stock, 1979
- Les enfants Grimm, Bernard Barrault, 1989
- V'herbe, FRAC Alsace / Musée d'art et d'histoire de Belfort / Musée de la Vallée, Barcelonnette / Musée de Salagon, 2003, catalogue d’artiste avec des photographies de Françoise Saur
- Elles vivaient d’espoir, Grasset, 2010 / J’ai lu, 2012 Liste Grand prix du roman de l’Académie française, liste Médicis, prix Thyde Monnier de la SGDL, prix Edmée de La Rochefoucauld (vie d'une résistante Thérèse Pierre, qui eut une histoire d'amour avec sa mère Emma Pitoizet)
- La Survivance, Grasset, 2012 / J’ai lu, 2014 Liste Fémina, liste Médicis, prix des Écrivains du Sud
- La Langue des oiseaux, Grasset, 2014 / J’ai lu 2019 Liste Fémina, finaliste Médicis, prix Pierre Mac Orlan
- L’Incandescente, Grasset, 2016, 303 p. (ISBN 978-2-246-86251-2) Liste Fémina, liste Médicis
- L'Affût, éditions du Tourneciel, 2018, livre d’artiste, reliure en feutre, 14 photographies de Fernande Petitdemange
- Les Grands Cerfs, Grasset, 2019, 192 p. (ISBN 978-2-246-82-137-3) Prix Décembre 2019[23]
- Un chien à ma table, Grasset, 2022, 288 p. (ISBN 978-2-246-83162-4) Prix Femina 2022[23]
- Il neige sur le pianiste, Grasset, 2024, 224 p.  (EAN 9782246838623)

## Expositions

### Principales expositions personnelles
- 1994 : 128 couleurs de lieux-dits, FRAC/Lorraine, Vic-sur-Seille
- 1994 : 49 couleurs trouvées, Musée des arts décoratifs, Lausanne
- 2002 : Spinoza/spinosa, FRAC/Alsace, Sélestat
- 2003 : V’herbe-écrire, Musée d'art et d’histoire, Belfort
- 2003 : V’herbe cueillir, Galerie du Granit, Belfort
- 2003 : La langue des herbes, Musée de la Vallée, Barcelonnette
- 2004 : La langue des herbes, Musée-conservatoire de Haute-Provence, Salagon
- 2007 : Herbes, Musée de Montauban Belgique
- 2008 : Un héritage de couleurs, en collaboration avec Francis Hunzinger, Grünewald, Musée Unterlinden, Colmar
- 2017 : V’herbe, Pôle Média-Culture Edmond Gerrer, Colmar
- 2018 : Icônes, en duo avec Anne-Marie Klenes, Galerie Chantal Bamberger, Strasbourg.

### Principales expositions collectives
- 1983 : Papier Objeckte, Museum Bellerive, Zurich / Le papier, un nouveau langage artistique, musée des Arts décoratifs, Lausanne
- 1984 : Sur invitation, musée des Arts décoratifs, Paris
- 1985 : Livres mis en scène, CNAP, Paris / Livres d’artistes, Centre Pompidou, Paris
- 1988 : Soft Art, Barbican center, Concourse gallery, Londres
- 1991 : Feuilles, Atelier des enfants, Centre Pompidou, Paris
- 1999 : Sculptures de parfums, Jardin des plantes, Paris / Noir Nero Schwarz Black, Musée des arts décoratifs, Lausanne
- 2008 : Un héritage de couleurs, Grünewald, Musée Unterlinden, Colmar
- 2018 : Couleurs, Centre d'art contemporain du Luxembourg belge, Montauban, Belgique.

### Collections publiques
- Fonds national d’art contemporain, Paris
- FRAC/Limousin
- FRAC/Alsace
- Musée des arts décoratifs, Lausanne
- Musée des tapisseries, Aix-en-Provence
- Musée des Beaux-Arts, Saint-Dié-des-Vosges
- Musée de Rijswijk, Pays-Bas

### Autrice
En 2005, elle écrit le texte lu en voix-off d'un film documentaire dont son fils Robin Hunzinger est le réalisateur : Où sont nos amoureuses.
En 2021, elle coécrit le scénario et lit le texte en voix-off du film documentaire Ultraviolette et le Gang des cracheuses de sang avec son fils Robin Hunzinger, qui en est également le réalisateur. Le film est sélectionné la même année au festival international du film documentaire d'Amsterdam (IDFA).